# Enhydrosoma gariene
Enhydrosoma gariene är en kräftdjursart som beskrevs av Gurney 1930. Enhydrosoma gariene ingår i släktet Enhydrosoma och familjen Cletodidae. Inga underarter finns listade i Catalogue of Life.